# Azania
Azania (in greco antico: Ἀζανία) è un nome che è stato dato a varie parti dell'Africa tropicale sudorientale. In epoca romana e forse anche prima, il toponimo si riferiva a una parte della costa dell'Africa sudorientale che si estendeva dal Kenya fino alla Tanzania. Quest'area era abitata da popolazioni di lingua cuscitica meridionale fino all'ondata di espansione  Bantu.
Plinio il Vecchio cita un "Mar d'Azania" che prendeva inizio verso l'emporio di Adulis e si estendeva intorno alla costa meridionale dell'Africa. Più tardi, Azania viene citata da Claudio Tolomeo  e da Cosma Indicopleustes. Il Periplo del Mar Eritreo menziona Azania, suggerendo nel capitolo 14 che Azania sia il littorale a sud dell'attuale Somalia. Nel capitolo 16, si descrive chiaramente l'emporio di Rhapta, indicato come "il mercato più meridionale di Azania".
In tempi più recenti, "Azania" fu uno dei nomi presi in considerazione per il neonato stato del Sudan del Sud
In geologia, Azania indica il continente isola nell'oceano del Mozambico, che includeva buona parte del Madagascar centrale, il Corno d'Africa e parte della Penisola arabica fra 700 e 500 milioni di anni fa circa.